# José Antonio Hernández Fraguas
José Antonio Hernández Fraguas (Oaxaca de Juárez, Oaxaca; 29 de mayo de 1958) es un político mexicano, exmiembro del Partido Revolucionario Institucional, ha sido Diputado Federal y Local, Representante del PRI ante el INE y dos veces Presidente Municipal de la Ciudad de Oaxaca, de 2007 a 2010 y de 2017 a 2018.

## Biografía
Nació en la ciudad de Oaxaca de Juárez en 1958, hijo del abogado y político Ricardo Hernández Casanova y María Begoña Fraguas Orrantia, hija de inmigrantes españoles. Se formó en una familia de reconocidos abogados oaxaqueños, entre los que destacaban su tío José Julio Hernández Casanova y su padre Ricardo, quien falleció siendo diputado federal en el terremoto de México de 1985. 
Posteriormente fue a vivir al Distrito Federal, donde egresó como abogado por la Escuela Libre de Derecho, y se estuvo casado con la escritora Araceli Mancilla Zayas, con quien tiene dos hijos, Begoña y Ricardo. Actualmente está casado con Lorena Córdova Brena, con quien tiene a su hija menor del mismo nombre. Inició su carrera política en la década de los 80 colaborando en distintos proyectos con el político mexiquense Sergio Mancilla Guzmán, quien fuera presidente del PRI y alcalde del municipio de Naucalpan de Juárez, y es actualmente rector del Tecnológico de Estudios Superiores de Ecatepec. 
A su regreso a Oaxaca en 1986, el gobernador Heladio Ramírez Lóprez lo nombró Director Gerenal de Recursos Humanos del Estado, y dos años más tarde, Subsecretario en la Secretaría General de Gobierno del Estado. En 1991 asumió el liderazgo de la Confederación Nacional de Organizaciones Populares (CNOP) del PRI en el estado, y en las elecciones estatales de 1992 fue postulado como candidato a Diputado Local, obteniendo el triunfo. 
Al asumir la gubertura del Estado Diódoro Carrasco Altamirano, nombró a José Antonio Hernández Fraguas como Director General del Instituto Estatal de Educación Pública (IEEPO), dependencia encargada de la rectoría educativa en el estado. Posteriormente fue nombrado Presidente del Comité Directivo Estatal del PRI, y en las elecciones de 1994 fue elegido Diputado Federal por el III Distrito Electoral Federal de Oaxaca a la LVI Legislatura de 1994 a 1997, en la que se desempeñó como Coordinador de la Fracción Parlamentaria de los diputados Oaxaqueños del PRI. Al terminar su período como legislador federal, el Gobernador Diódoro Carrasco lo nombró su Coordinador de Asesores, y en 1998 fue designado por el PRI como Presidente de la Fundación Colosio en el Estado. 
De 1999 a 2000 se desempeñó como Director General de Organizaciones Políticas y Sociales de la Secretaría de Gobernación. En 2000 fue nuevamente electo Diputado Federal, esta vez por representación proporcional a la LVIII Legislatura de 2000 a 2003, en la que fue Secretario de la Comisión de Gobernación y Presidente de la Comisión de Juegos y Sorteos y Presidente Fundador del Centro de Estudios Sociales y de Opinión Pública. 
En 2004 volvió a Oaxaca con el cargo de Secretario de Administración en el gobierno del Ulises Ruiz Ortíz, mismo que ejerció hasta 2007, cuando fue postulado y electo Presidente Municipal de Oaxaca de Juárez. 
En el 2010 encabezó la lista de diputados plurinominales del PRI al Congreso de Oaxaca5 y asumió el encargo en noviembre del mismo año. 
En 2012 el Presidente del Comité Ejecutivo Nacional del PRI, Pedro Joaquín Coldwell, lo nombró Delegado de partido en el Estado de Guanajuato y en el mismo año fue designado Representante Propietario del Partido Revolucionario Institucional ante el Consejo General del Instituto Federal Electoral, en sucesión a Sebastián Lerdo de Tejada Covarrubias. En el 2014, entrada la reforma político-electoral, fue ratificado por su partido para continuar representándolo ante el recién creado Instituto Nacional Electoral (México). En el 2015 Fraguas fue designado Coordinador de la Estrategia Jurídico Electoral para las Elecciones a Gobernador, supervisando los comicios en Baja California Sur, Sonora, Guerrero, Nuevo León, Colima, Campeche, Querétaro, San Luis Potosí y Michoacán.
En el proceso electoral 2016, Hernández Fraguas fue postulado por el PRI como su candidato a la Presidencia Municipal de Oaxaca de Juárez. Tras ganar los comicios electorales, Fraguas fue declarado Presidente Municipal electo, ocupando por segunda ocasión dicho cargo en su trayectoria política.